# بنجامين فرانكلين جونز (رجل أعمال)
بنجامين فرانكلين جونز (بالإنجليزية: Benjamin Franklin Jones)‏ هو شخصية أعمال أمريكي، ولد في 8 أغسطس 1824 في Claysville, Pennsylvania ‏ في الولايات المتحدة، وتوفي في 19 مايو 1903 في Allegheny, Pennsylvania ‏ في الولايات المتحدة.